# Tore Keller
Tore Keller (Norrköping, 4 gennaio 1905 – 15 luglio 1988) è stato un calciatore svedese.

## Carriera
Keller ha giocato con l'IK Sleipner, con la quale ha avuto discreti risultati, e con la Nazionale svedese con la quale ha vinto la medaglia di bronzo alle Olimpiadi 1924 di Parigi. In Nazionale ha anche partecipato ai mondiali 1934 e ai mondiali 1938, in questi ultimi segnò una tripletta nel quarto di finale contro Cuba, vinto 8-0 dagli scandinavi.

## Palmarès

### Club
- Allsvenskan: 1

IK Sleipner:1937-1938

### Nazionale
- Bronzo olimpico: 1

1924